# 佩勒菲格
佩勒菲格（法語：Pellefigue，法語發音：[pɛlfiɡ]）是法国热尔省的一个市镇，属于欧什区。

## 地理
佩勒菲格（43°28'28"N, 0°47'35"E）面积12.81 平方千米，位于法国奧克西塔尼大區热尔省，该省份为法国西南部内陆省份，北起顺时针与洛特-加龙省、塔恩-加龙省、上加龙省、上比利牛斯省、大西洋比利牛斯省和朗德省接壤。
与佩勒菲格接壤的市镇（或旧市镇、城区）包括：戈雅克、蒙戈西、萨巴扬、圣埃利、锡莫尔。

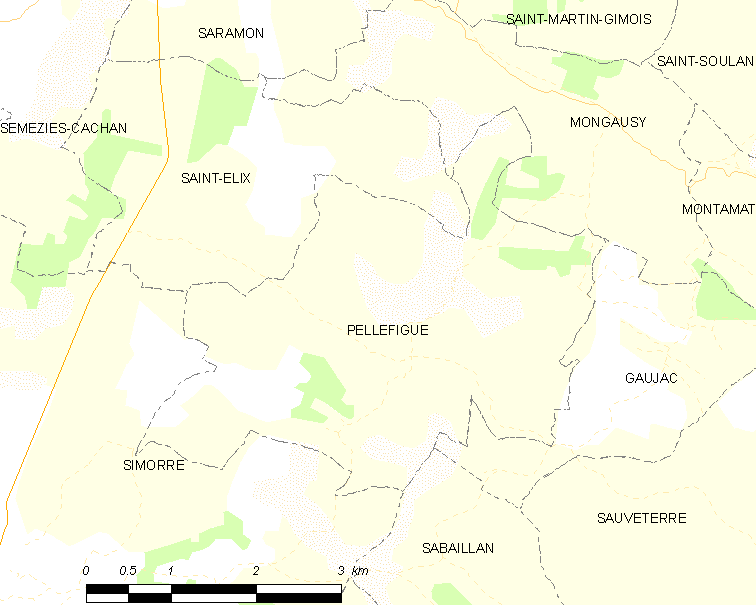
佩勒菲格的OSM定位图

佩勒菲格的时区为UTC+01:00、UTC+02:00（夏令时）。

## 行政
佩勒菲格的邮政编码为32420，INSEE市镇编码为32309。

## 政治
佩勒菲格所属的省级选区为萨沃河谷县。

## 人口

1962-2008年间佩勒菲格人口变化图示

佩勒菲格于2022年1月1日时的人口数量为107人。